# Élections législatives de 2017 en Nouvelle-Calédonie
 (août 2025).
Si vous disposez d'ouvrages ou d'articles de référence ou si vous connaissez des sites web de qualité traitant du thème abordé ici, merci de compléter l'article en donnant les références utiles à sa vérifiabilité et en les liant à la section « Notes et références ».
Les élections législatives françaises de 2017 se déroulent les 11 et 18 juin. Dans la collectivité d'outre-mer de Nouvelle-Calédonie, deux députés sont à élire dans le cadre de deux circonscriptions.

## Élus
| Circonscription                                 | Député sortant | Parti | Parti | Député élu ou réélu | Parti | Parti |
| ----------------------------------------------- | -------------- | ----- | ----- | ------------------- | ----- | ----- |
| 1re                                             | Sonia Lagarde* |       | CE    | Philippe Dunoyer    |       | CE    |
| 2e                                              | Philippe Gomès |       | CE    | Philippe Gomès      |       | CE    |
| * député sortant ne se représentant pas en 2017 |                |       |       |                     |       |       |

## Positionnement des partis

### Anti-indépendantistes
Détenteur des deux circonscriptions depuis leur création en 1988, le camp anti-indépendantiste est habitué aux candidatures multiples, surtout dans la première circonscription. Plusieurs personnalités témoignent de leur intérêt à partir du mois d'octobre 2016 :
- Pour Calédonie ensemble, l'enjeu est de conserver les deux circonscriptions gagnées en 2012 et confirmer sa place de première force politique néo-calédonienne, en évitant le vote sanction qui a frappé tous les partis majoritaires dans les institutions locales lors des deux législatives précédentes :
  - Philippe Dunoyer (3e adjoint au maire de Nouméa depuis 2014, porte-parole du gouvernement de 2009 à 2011 et depuis 2016, porte-parole de Calédonie ensemble, ancien président de la commission permanente et du groupe Calédonie ensemble au Congrès de 2014 à 2016) dans la 1re circonscription.
  - Philippe Gomès (député sortant depuis 2012, président de la commission permanente du Congrès depuis 2016, principal dirigeant de Calédonie ensemble depuis sa création en 2008, membre fondateur nationalement de l'Union des démocrates et indépendants ou UDI, ancien président du gouvernement de 2009 à 2011, ancien président de l'Assemblée de la Province Sud de 2004 à 2009, ancien maire de La Foa de 1989 à 2008) dans la 2e circonscription.
- Pour Les Républicains, qui réunit dans une coordination commune plusieurs formations autour du Rassemblement du sénateur Pierre Frogier, plusieurs candidatures sont énoncées et soumises à la demande d'investiture du parti national :
  - dans la 1re circonscription : 
    - Sonia Backès (dissidente du Rassemblement pour le Mouvement populaire calédonien ou MPC en 2013 puis du MPC pour Les Républicains en 2015, présidente du groupe Les Républicains au Congrès depuis 2015, ancienne membre du gouvernement de 2009 à 2015, conseillère municipale d'opposition de Nouméa depuis 2014). Elle a le soutien des personnalités non membres du Rassemblement au sein des Républicains (Harold Martin, Didier Leroux, Simon Loueckhote, Isabelle Lafleur et le RPC).
    - Bernard Deladrière (militant du Rassemblement, membre du gouvernement de la Nouvelle-Calédonie depuis 2014, adjoint au maire du Mont-Dore depuis 2008, ancien adjoint au maire de Nouméa de 1995 à 2001, directeur du comité de soutien néo-calédonien à François Fillon pour la primaire de la droite et du centre de 2016, ancien directeur de cabinet ou secrétaire général de Jacques Lafleur, Jean Lèques puis Pierre Frogier). Il est officiellement présenté à la Commission d'investiture du parti national Les Républicains par Le Rassemblement : il obtient l'aval du siège parisien le 17 janvier 2017[3].

  - dans la 2e circonscription :
    - Cynthia Ligeard (militante du Rassemblement, membre du gouvernement depuis 2014 dont elle fut la présidente de 2014 à 2015, ancienne présidente de l'Assemblée de la Province Sud de 2012 à 2014, habitante de Boulouparis). Elle retire sa candidature après la primaire de la droite et du centre de 2016.
    - Harold Martin (président de L'Avenir ensemble de 2004 à 2008 et depuis 2009, signataire de l'accord de Nouméa, maire de Païta depuis 1995, élu de l'Assemblée territoriale puis du Congrès de 1984 à 2007, de 2009 à 2011 et depuis 2014, ancien président du gouvernement de 2007 à 2009 et de 2011 à 2014, ancien président du Congrès de 1997 à 1998, de 2004 à 2007 et de 2009 à 2011, ancien président de la Région Ouest de 1988 à 1989). Il n'obtient pas l'investiture nationale des Républicains, qui préfèrent « réserver » la circonscription à un candidat de l'Union des démocrates et indépendants (UDI), à savoir le député sortant Philippe Gomès[3].
- Pour l'Union pour la Calédonie dans la France (UCF) qui est une alliance formée en 2013 entre trois partis non-indépendantistes réduits à deux mouvements depuis 2015, les candidatures évoquées sont celles de :
  - Gaël Yanno (président fondateur du MPC depuis 2013, chef de l'opposition municipale à Nouméa depuis 2014, ancien 1er adjoint au maire de Nouméa de 2001 à 2014, chef du groupe UCF à l'Assemblée de la Province Sud depuis 2015, élu du Congrès et de l'Assemblée de la Province Sud de 1989 à 1999 et depuis 2014, ancien président du Congrès de 2014 à 2015, ancien député UMP de 2007 à 2012) dans la 1re circonscription.
  - Gil Brial (vice-président et porte-parole fondateur du MPC depuis 2013, 3e puis 2e vice-président de l'Assemblée de la Province Sud depuis 2012, élu du Congrès depuis 2014, conseiller provincial du Sud depuis 2009, conseiller municipal d'opposition de Dumbéa depuis 2014) dans la 2e circonscription.
- pour le parti Tous Calédoniens, créé en 2015 par Pascal Vittori, dissident de L'Avenir ensemble et représentant local du Nouveau Centre, son président fondateur annonce sa candidature dans la 2e circonscription en février 2017[4].

### Indépendantistes
À l'inverse, les indépendantistes adoptent généralement une stratégie unitaire aux législatives.
Pourtant, lors de son 47e congrès tenu à Houaïlou le 13 novembre 2016, l'Union calédonienne, une des composantes du Front de libération nationale kanak et socialiste (FLNKS), a décidé de ne pas participer aux « élections nationales de 2017 », dont les législatives. En revanche, le même jour, le Parti de libération kanak (Palika), autre parti important du FLNKS, également réuni en congrès à Maré, décide pour sa part sa participation à ce scrutin, sans avancer pour l'instant de candidat. Ces deux mouvements avaient déjà adopté ces stratégies respectives lors des législatives de 2002.

## Résultats

### Résultats à l'échelle de la Nouvelle-Calédonie
| Parti       | Parti                                  | Premier tour | Premier tour | Second tour | Second tour | Sièges |
| Parti       | Parti                                  | Voix         | %            | Voix        | %           | Sièges |
| ----------- | -------------------------------------- | ------------ | ------------ | ----------- | ----------- | ------ |
|             | Calédonie ensemble                     | 16 743       | 25,62        | 46 301      | 56,49       | 2      |
|             | Union nationale pour l'indépendance    | 14 082       | 21,55        | 23 413      | 28,56       | 0      |
|             | Divers droite                          | 13 838       | 21,17        | 12 256      | 14,95       | 0      |
|             | Union pour la Calédonie dans la France | 8 171        | 12,5         |             |             |        |
|             | Front national                         | 6 262        | 9,58         |             |             |        |
|             | Les Républicains de Nouvelle-Calédonie | 3 921        | 6            |             |             |        |
|             | TC                                     | 2 556        | 3,91         |             |             |        |
|             | RASP                                   | 755          | 1,16         |             |             |        |
|             | La France insoumise                    | 659          | 1,01         |             |             |        |
|             | Union populaire républicaine           | 468          | 0,72         |             |             |        |
|             | Union progressiste en Mélanésie        | 297          | 0,45         |             |             |        |
|             | Divers                                 | 155          | 0,24         |             |             |        |
|             |                                        |              |              |             |             |        |
| Inscrits    | Inscrits                               | 189 784      | 100,00       | 189 780     | 100,00      |        |
| Abstentions | Abstentions                            | 122 001      | 64,28        | 102 535     | 54,03       |        |
| Votants     | Votants                                | 67 783       | 35,72        | 87 245      | 45,97       |        |
| Blancs      | Blancs                                 | 1 765        | 2,6          | 3 653       | 4,19        |        |
| Nuls        | Nuls                                   | 667          | 0,98         | 1 622       | 1,86        |        |
| Exprimés    | Exprimés                               | 65 351       | 96,41        | 81 970      | 93,95       |        |

### Résultats par circonscription

#### Première circonscription
Député sortant : Sonia Lagarde (Calédonie ensemble).
|                                                                                    |                                                                                               |                           |                           |                          |                          |
|                                                                                    |                                                                                               | Premier tour 11 juin 2017 | Premier tour 11 juin 2017 | Second tour 18 juin 2017 | Second tour 18 juin 2017 |
|                                                                                    |                                                                                               |                           |                           |                          |                          |
|                                                                                    |                                                                                               | Nombre                    | % des inscrits            | Nombre                   | % des inscrits           |
| Inscrits                                                                           | Inscrits                                                                                      | 85 148                    | 100,00                    | 85 146                   | 100,00                   |
| Abstentions                                                                        | Abstentions                                                                                   | 56 253                    | 66,06                     | 52 783                   | 61,99                    |
| Votants                                                                            | Votants                                                                                       | 28 895                    | 33,94                     | 32 363                   | 38,01                    |
|                                                                                    |                                                                                               |                           | % des votants             |                          | % des votants            |
| Bulletins blancs                                                                   | Bulletins blancs                                                                              | 753                       | 2,61                      | 1 703                    | 5,26                     |
| Bulletins nuls                                                                     | Bulletins nuls                                                                                | 234                       | 0,81                      | 660                      | 2,04                     |
| Suffrages exprimés                                                                 | Suffrages exprimés                                                                            | 27 908                    | 96,58                     | 30 000                   | 92,70                    |
|                                                                                    |                                                                                               |                           |                           |                          |                          |
| Candidat Étiquette politique (partis et alliances)                                 | Candidat Étiquette politique (partis et alliances)                                            | Voix                      | % des exprimés            | Voix                     | % des exprimés           |
|                                                                                    |                                                                                               |                           |                           |                          |                          |
|                                                                                    | Philippe Dunoyer Calédonie ensemble                                                           | 7 780                     | 27,88                     | 17 744                   | 59,15                    |
|                                                                                    | Sonia Backès Divers droite                                                                    | 4 821                     | 17,27                     | 12 256                   | 40,85                    |
|                                                                                    | Gaël Yanno Mouvement populaire calédonien                                                     | 4 425                     | 15,86                     |                          |                          |
|                                                                                    | Bernard Deladrière Le Rassemblement                                                           | 3 921                     | 14,05                     |                          |                          |
|                                                                                    | Charles Washetine Front de libération nationale kanak et socialiste-Parti de libération kanak | 2 820                     | 10,10                     |                          |                          |
|                                                                                    | Lina Balmelli Front national                                                                  | 1 884                     | 6,75                      |                          |                          |
|                                                                                    | Louis Manta La France insoumise                                                               | 659                       | 2,36                      |                          |                          |
|                                                                                    | Germaine Nemia-Bishop Régionaliste                                                            | 389                       | 1,39                      |                          |                          |
|                                                                                    | Alain Descombels Divers droite                                                                | 367                       | 1,32                      |                          |                          |
|                                                                                    | Philippe Gras Divers droite                                                                   | 342                       | 1,23                      |                          |                          |
|                                                                                    | Macate Wenehoua Union progressiste en Mélanésie                                               | 297                       | 1,06                      |                          |                          |
|                                                                                    | Michel Hanocque Union populaire républicaine                                                  | 203                       | 0,73                      |                          |                          |
| Source : Ministère de l'Intérieur - Première circonscription de Nouvelle-Calédonie |                                                                                               |                           |                           |                          |                          |

#### Deuxième circonscription
Député sortant : Philippe Gomès (Calédonie ensemble).
|                                                                                    |                                                                                         |                           |                           |                          |                          |
|                                                                                    |                                                                                         | Premier tour 11 juin 2017 | Premier tour 11 juin 2017 | Second tour 18 juin 2017 | Second tour 18 juin 2017 |
|                                                                                    |                                                                                         |                           |                           |                          |                          |
|                                                                                    |                                                                                         | Nombre                    | % des inscrits            | Nombre                   | % des inscrits           |
| Inscrits                                                                           | Inscrits                                                                                | 104 636                   | 100,00                    | 104 634                  | 100,00                   |
| Abstentions                                                                        | Abstentions                                                                             | 65 748                    | 62,83                     | 49 752                   | 47,55                    |
| Votants                                                                            | Votants                                                                                 | 38 888                    | 37,17                     | 54 882                   | 52,45                    |
|                                                                                    |                                                                                         |                           | % des votants             |                          | % des votants            |
| Bulletins blancs                                                                   | Bulletins blancs                                                                        | 1 012                     | 2,60                      | 1 950                    | 3,55                     |
| Bulletins nuls                                                                     | Bulletins nuls                                                                          | 433                       | 1,11                      | 962                      | 1,75                     |
| Suffrages exprimés                                                                 | Suffrages exprimés                                                                      | 37 443                    | 96,28                     | 51 970                   | 94,69                    |
|                                                                                    |                                                                                         |                           |                           |                          |                          |
| Candidat Étiquette politique (partis et alliances)                                 | Candidat Étiquette politique (partis et alliances)                                      | Voix                      | % des exprimés            | Voix                     | % des exprimés           |
|                                                                                    |                                                                                         |                           |                           |                          |                          |
|                                                                                    | Louis Mapou Front de libération nationale kanak et socialiste-Parti de libération kanak | 11 262                    | 30,08                     | 23 413                   | 45,05                    |
|                                                                                    | Philippe Gomès (député sortant) Calédonie ensemble                                      | 8 963                     | 23,94                     | 28 557                   | 54,95                    |
|                                                                                    | Harold Martin L'Avenir ensemble                                                         | 5 752                     | 15,36                     |                          |                          |
|                                                                                    | Bianca Hénin Front national                                                             | 4 378                     | 11,69                     |                          |                          |
|                                                                                    | Gil Brial Mouvement populaire calédonien                                                | 3 746                     | 10,00                     |                          |                          |
|                                                                                    | Pascal Vittori Tous Calédoniens                                                         | 2 556                     | 6,83                      |                          |                          |
|                                                                                    | Henry Bodeouarou Régionaliste                                                           | 366                       | 0,98                      |                          |                          |
|                                                                                    | Oscar Diaz Union populaire républicaine                                                 | 265                       | 0,71                      |                          |                          |
|                                                                                    | Manuel Millar Divers                                                                    | 155                       | 0,41                      |                          |                          |
| Source : Ministère de l'Intérieur - Deuxième circonscription de Nouvelle-Calédonie |                                                                                         |                           |                           |                          |                          |